# Pariční lhůta
Pariční lhůta je lhůta stanovená soudním rozhodnutím k dobrovolnému splnění uložené povinnosti. Nebude-li během ní taková povinnost splněna, stane se rozhodnutí vykonatelným a tudíž i proti vůli povinného exekučně vynutitelným.
V českém právu je stanovena rozdílně u rozsudku a u usnesení. U rozsudku činí tři dny, resp. 15 dní u vyklizení bytu, ledaže ji soud určí delší, a začíná běžet od právní moci rozsudku. V případě usnesení ji soud stanoví dle své úvahy a začíná běžet už od jeho doručení.